# Jean Jacques Ndala Ngambo
Jean Jacques Ndala Ngambo (República Democrática del Congo - ) es un árbitro de fútbol congoleño internacional desde el 2013 y arbitra en la Linafoot de la República Democrática del Congo.

## Carrera

### Torneos de selecciones
Ha arbitrado en los siguientes torneos de selecciones nacionales:
- Clasificación de CAF para la Copa Mundial de Fútbol de 2018
- Campeonato Africano de Naciones en el 2018 en Marruecos[2]
- Copa Mundial de Fútbol Sub-20 en el 2019 en Polonia[3]

### Torneos de clubes
Ha arbitrado en los siguientes torneos de internacionales de clubes:
- Liga de Campeones de la CAF
- Copa Confederación de la CAF